# Фатеевское сельское поселение (Кировская область)
Фатеевское сельское поселение — муниципальное образование в составе Кирово-Чепецкого района Кировской области России.
Административный центр — село Фатеево.

## История
Фатеевское сельское поселение образовано 1 января 2006 года согласно Закону Кировской области от 07.12.2004 № 284-ЗО.

## Население
| 2010  | 2012  | 2013  | 2014  | 2015  | 2016  | 2017  |
| ----- | ----- | ----- | ----- | ----- | ----- | ----- |
| 1057  | ↗1118 | ↗1163 | ↗1194 | ↘1152 | ↘1146 | ↘1133 |
| 2018  | 2019  | 2020  | 2021  |       |       |       |
| ↘1129 | ↘1105 | ↘1065 | ↘1029 |       |       |       |

## Состав
В состав поселения входят 16 населённых пунктов (население, 2010):
| - село Фатеево — 939 чел.; - деревня Большая Рябовщина — 21 чел.; - деревня Дубиха — 0 чел.; - деревня Жуки — 26 чел.; - деревня Михеево — 0 чел.; - остановка Мутница — 3 чел.; - деревня Нагорена — 0 чел.; - деревня Пестеры — 19 чел.; | - деревня Поломец — 24 чел.; - деревня Раиха — 3 чел.; - деревня Рыловщина — 7 чел.; - деревня Толмачи — 2 чел.; - деревня Тусняки — 2 чел.; - деревня Чечули — 2 чел.; - деревня Шибани — 5 чел.; - деревня Шихали — 4 чел. |